# Floridiana
Floridiana è il secondo album in studio del rapper e cantante italiano CoCo, pubblicato il 6 novembre 2020 dalla Island Records e dalla Universal.

## Descrizione
Il disco era nato come un EP contenente sei tracce che doveva uscire nel marzo 2020. Con l'inizio della pandemia di COVID-19 è stata slittata la data di uscita e con il tempo CoCo ha ulteriormente sviluppato il progetto mediante la composizione di nuovi brani.
L'album è stato annunciato il 21 ottobre 2020, mentre giorni più tardi è stata rivelata la lista tracce, che include collaborazioni come Luchè, Rkomi, Geolier e Giaime. Il 6 novembre è stato estratto come primo singolo Sbagliare.
Il 1º febbraio 2021 è stato reso disponibile il video di Eredità con Luchè, mentre il 15 dello stesso mese è stata la volta di quello di Dammi un motivo.

## Tracce
Testi di Corrado Migliaro, eccetto dove indicato.
1. Floridiana – 1:53 (musica: Rosario Castagnola, Sarah Tartuffo, Fabio Caterino)
2. Las Vegas – 2:57 (testo: Corrado Migliaro, Davide Petrella – musica: Rosario Castagnola)
3. Sbagliare – 3:37 (testo: Corrado Migliaro, Davide Petrella – musica: Rosario Castagnola, Sarah Tartuffo, Salvatore Allozzi)
4. Nessuno sa – 3:12 (testo: Corrado Migliaro, Fabio Caterino – musica: Francesco Fedele)
5. Eredità (feat. Luchè) – 2:59 (testo: Corrado Migliaro, Luca Imprudente – musica: Francesco Fedele, Salvatore Allozzi)
6. Dammi un motivo – 2:24 (musica: Francesco Fedele, Fabio Caterino)
7. Ferrari blue (feat. Rkomi) – 3:34 (testo: Corrado Migliaro, Mirko Martorana, Davide Petrella – musica: Rosario Castagnola, Sarah Tartuffo, Davide Petrella)
8. Aeroporto – 3:19 (testo: Corrado Migliaro, Davide Petrella – musica: Fabio Caterino, Francesco Fedele, Davide Petrella)
9. Deja vu (interludio) – 2:33 (musica: Guido Parisi)
10. Troppi soldi (feat. Geolier) – 2:48 (testo: Corrado Migliaro, Emanuele Palumbo – musica: Davide Totaro)
11. Compleanno – 2:45 (musica: Francesco Fedele)
12. Non mi capirai mai (feat. Lil Jolie, Vale LP) – 3:14 (testo: Corrado Migliaro, Angela Ciancio, Valentina Sanseverino – musica: Rosario Castagnola)
13. Che ore sono (Late Night Mix) (feat. Giaime) – 4:04 (testo: Corrado Migliaro, Giaime Mula – musica: Francesco Fedele, Fabio Caterino)
14. Sperlonga vecchia (Freestyle) – 3:12 (musica: Guido Parisi)

## Formazione
Musicisti
- CoCo – voce
- Luchè – voce aggiuntiva (traccia 5)
- Rkomi – voce aggiuntiva (traccia 7)
- Geolier – voce aggiuntiva (traccia 10)
- Lil Jolie – voce aggiuntiva (traccia 12)
- Vale LP – voce aggiuntiva (traccia 12)
- Giaime – voce aggiuntiva (traccia 13)

Produzione
- D-Ross – produzione (tracce 1, 2, 3, 7 e 12)
- Star-T-Uffo – produzione (tracce 1, 3 e 7)
- Torok – produzione (traccia 3)
- Fedele – produzione (tracce 4, 5, 6, 8, 11 e 13)
- Geeno – produzione (tracce 9 e 14)
- Dat Boi Dee – produzione (traccia 10)

## Classifiche
| Classifica (2020) | Posizione massima |
| ----------------- | ----------------- |
| Italia            | 10                |